# Piqueriinae
Piqueriinae, podtribus glavočika, dio tribusa Eupatorieae.

## Opis
Podtribus je opisan 1873. i imenovan po rodu Piqueria iz Meksika i Srednje Amerike a nabogatiji je vrstama stevija. Posljednji peti rod opisan je tek 2018.

## Rodovi
1. Piqueria Cav. (6 spp.)
2. Centenaria P.Gonzáles, A.Cano & H.Rob. (1 sp.)
3. Stevia Cav. (269 spp.)
4. Carphochaete A. Gray (7 spp.)
5. Iltisia S.F.Blake (2 spp.)

## Sinonimi
Nema.